# Ana María Botella Nicolás
Ana Mª Botella Nicolás (Oviedo, 1971) musicóloga y doctora en pedagogía, es docente e investigadora en el ámbito de la Didáctica de la audición, las TIC y Educación musical e Innovación educativa a través de la interdisciplinariedad y la ópera. Profesora titular en la Facultat de Magisteri de la Universitat de València.

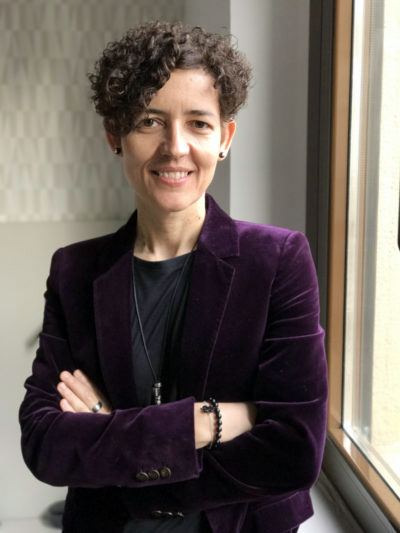
Ana María Botella Nicolás

## Biografía
Profesora Titular de Universidad en el Departamento de Didáctica de la Educación Física, Artística y Música de la Facultat de Magisteri de la Universitat de València. Licenciada en Geografía e Historia (especialidad Musicología) y diplomada en Magisterio (especialidad de Educación musical) por la Universidad de Oviedo. Título profesional de Música en la especialidad de Piano y Máster Internacional de Música en la misma especialidad por el Conservatorio Superior de Música de Oviedo “Eduardo Martínez Torner”. Doctora en Pedagogía por la Universitat de València con la tesis que analiza y cataloga la música de Moros y Cristianos de Alcoy, así como la aplicación didáctica en el aula de secundaria, por la que consiguió una beca concedida por el Instituto Alicantino de Cultura “Juan Gil-Albert” (Diputación Provincial de Alicante). Funcionaria de carrera del cuerpo de profesores de enseñanza secundaria desde 2001, actualmente en excedencia. 
Conferenciante invitada en el proyecto Ópera Oberta “El Liceu en la Universidad”, desde la temporada 2008 hasta 2014. Pertenece al grupo de investigación iMUSED con el objetivo de profundizar en el conocimiento de la educación musical desde múltiples perspectivas. Anteriormente lo fue de IEDUCARTS cuyo principal interés es el trabajo desde una óptica multidisciplinar en el aula, focalizado especialmente en disciplinas artísticas como el Cine, la Animación y la Ópera.
Compagina su labor docente en el área de Didáctica de la Expresión Musical, impartiendo clase en Grado, Máster en Investigación y Doctorado, con la gestión universitaria: secretaria del Departamento (2012-2015), miembro de la Comisión de Coordinación Académica del Máster en Profesor/a de Enseñanza Secundaria (desde 2011), miembro de la Comisión de Coordinación Académica del Máster en Investigación en Didácticas Específicas, directora del Aula de Música del Vicerrectorado de Cultura e Igualdad de la UV  (2015 a 2018), entre otras actividades. Ha dirigido el Máster en Investigación en Didácticas Específicas de la Facultad de Magisterio durante los cursos 2016/18 y 2019/20 y coordinado el doctorado en música 2015/21. Fue Vicedecana de Ordenación Académica y Postgrado de la Facultad de Magisterio de 2018 a 2020. Es Decana de la Facultat de Magisteri desde el 27 de noviembre de 2020.

## Publicaciones de investigación y divulgación
Libros y monografías científicas:
- Las artes en el curriculum formativo del Magisterio. Análisis de sus planes de estudio. Martínez-Gallego, S. y Botella, A.M. (2018). OmniScriptum Publishing Group: Editorial Académica Española. ISBN 978-620-14192-5
- Arte para la vida. Una aproximación a la integración de las artes como argumento educativo en la educación secundaria obligatoria.  Adell, R., Botella, A.M. y Valero, A. (2018). OmniScriptum Publishing Group: Editorial Académica Española. ISBN 978-3-8465-6722-7
- Investigar e Innovar a través de la ópera en el aula de secundaria. Valoración del alumnado de la comarca del Alto Palancia. Botella, A.M., Fernández, R. y Peset, Á. (2018). Editorial Publicia. ISBN 978-620-2-43161-3
- La riqueza de la música de Moros y Cristianos como patrimonio artístico y cultural I. Botella, A.M. (2018). Cuadernos de Bellas Artes 60. La Laguna (Tenerife): Sociedad Latina de Comunicación Social. ISBN 978-84-16458-96-7
- La riqueza de la música de Moros y Cristianos como patrimonio artístico y cultural II. Botella, A.M. (2018). Cuadernos de Bellas Artes 61. La Laguna (Tenerife): Sociedad Latina de Comunicación Social. ISBN 978-84-16458-97-4
- El programa didáctico del Palau de les Arts de Valencia: análisis, reflexión y propuesta. Botella, A.M. y Pardo, C. (2019). Cuadernos de Bellas Artes 63. La Laguna (Tenerife): Latina. ISBN 978-84-16458-99-8
- Nuevas maneras de entender la audición musical en educación primaria. Botella, A.M. (2021). Tirant Lo Blanch. Valencia. ISBN 978-84-1378-981-1
- Recursos didácticos para docentes de música en educación primaria. Botella Nicolás, A.M., Isusi-Fagoaga, R., Fernández Maximiano, R., Blasco Magraner, S., Martín-Liébana, P. (2021). Tirant Lo Blanch. Valencia. ISBN 978-84-1113-055-4

Coordinación de libros:
- 30 anys de serenates. Botella, A.M. (Coord.). Valencia: Vicerrectorado de Cultura e Igualdad. 2017. ISBN 978-84-9133-090-5
- Contenidos Universitarios Innovadores. López, V., Sánchez, P. y Botella, A.M. (Coords.). Barcelona: Gedisa. 2018. ISBN 978-84-17690-28-1.
- Músicas populares, sociedad y territorio: sinergias entre investigación y docencia. Botella, A.M. y Isusi-Fagoaga, R. (Coords.). 2018. ISBN 978-84-9133-126-1.
- Música, mujeres y educación. Composición, investigación y docencia. Botella, A.M. (Coord). Valencia: PUV. 2018. ISBN 978-84-9133-161-2
- Botella, A.M. (Coord.). Investigar en la didáctica de la Ópera en el S. XXI. 2019. La Laguna (Tenerife): Sociedad Latina de Comunicación Social. ISBN 978-84-17314-26-2.

- “Paraules al concert”: Transferencia de conocimiento en la conferencia-concierto. Un modo de escucha para la educación musical del s. XXI. Botella, A.M. (Coord.).  2020. Institut de la Creativitat i Innovacions de la Universitat de València. Col.lecció Monografies & Aproximacions, nº 19. Valencia. ISBN 978-84-09-19984-6
- El desafío de la cultura moderna: Música, educación y escena en la Valencia republicana 1931-1939. Botella, A.M. y Baldó, M. (Coords.). 2020, Valencia: PUV. ISBN 978-84-9134-454-4
- Mujeres en la música. Una aproximación desde los estudios de género, Zapata, M.A., Yelo, J.J y Botella, A.M. (Eds.). Murcia: SEdEM. 2020. ISBN 978-84-09-17874-2.

- Tradiciones heredadas y planteamientos recientes. Zapata Castillo, M.A., Yelo Cano, J.J. y Botella Nicolás, A. (Ed) Músicas y género. 2021. Colección Digital EDUTUM. Ediciones de la Universidad de Murcia. ISBN 9788409306091

- Mujeres en la cultura: Perspectivas interdisciplinares sobre Isabel de Villena y sus enseñanzas. Botella et al. (Coord). IUCIE. Universitat de València. 2022. Valencia. ISBN 978-84-09-38054-1
- Patrimoni cultural, territori, universitat. Les universitats estacionals en 2020. Botella et al. (2022). Universitat de Valencia. Valencia. ISBN 978-84-9133-430-9

Repositorio de artículos académicos:
- Google Academy[4]
- ORCID[5]
- WOS[6]
- Scopus[7]
- Roderic[8]
- Academia.edu[9]
- Dialnet[10]